# Dorothea Kent
Dorothea Kent, nata Dorothea Jane Schaeffer (Saint Joseph, 6 giugno 1916 – Burbank, 10 dicembre 1990), è stata un'attrice statunitense.

## Filmografia parziale
- The Last Express, regia di Otis Garrett (1938)
- La prima è stata Eva (It Started with Eve), regia di Henry Koster (1941)
- La taverna delle stelle (Stage Door Canteen), regia di Frank Borzage (1943)
- The Missing Lady, regia di Phil Karlson (1946)
- Accadde nella quinta strada (It Happened on Fifth Avenue), regia di Roy Del Ruth (1947)